# 西北島山脈
西北島山脈（英語：Nordwestliche Insel Mountains）是南極洲的山脈，位於毛德皇后地的阿斯特里德公主海岸，屬於沃爾塔特山脈中洪堡山脈的一部分，由德國探險隊發現，現時由南極條約體系管理。

## 外部連結
- 本条目引用的公有领域材料来自美国地质调查局的文档 《西北島山脈》 （資料來自地名信息系统）。

71°27′S 11°33′E / 71.450°S 11.550°E